# Ankaragücü
El Makina ve Kimya Endüstrisi Ankaragücü Spor Kulübü (en español: Club de Deportes de la Industria Química y Maquinaria de la Fuerza de Ankara), conocido simplemente como MKE Ankaragücü, es un club de fútbol de Turquía, de la ciudad de Ankara. Fue fundado en 1910 y juega en la TFF Segunda División. Es el principal equipo de Ankara junto al Gençlerbirliği Spor y el único que juega en la máxima categoría en la actualidad. Es uno de los clubes que iniciaron la Superliga turca en 1959 y el sexto equipo con más participaciones (44).
Los mayores logros son el campeonato nacional en 1949 y dos Copas de Turquía en 1972 y 1981.

## Palmarés
| Torneos nacionales y regionales     | Títulos                                  | Subcampeonatos    |
| ----------------------------------- | ---------------------------------------- | ----------------- |
| Campeonato de fútbol de Turquía (1) | 1949                                     |                   |
| Copa de Turquía (2/3)               | 1972 y 1981                              | 1973, 1982 y 1991 |
| Supercopa de Turquía (1)            | 1981                                     |                   |
| TFF Primera División (3/1)          | 1969, 1977, 2022                         | 2018              |
| TFF Segunda División (1)            | 2017                                     |                   |
| Liga de Ankara (7)                  | 1924, 1936, 1937, 1949, 1952, 1956, 1957 |                   |

## Estadio

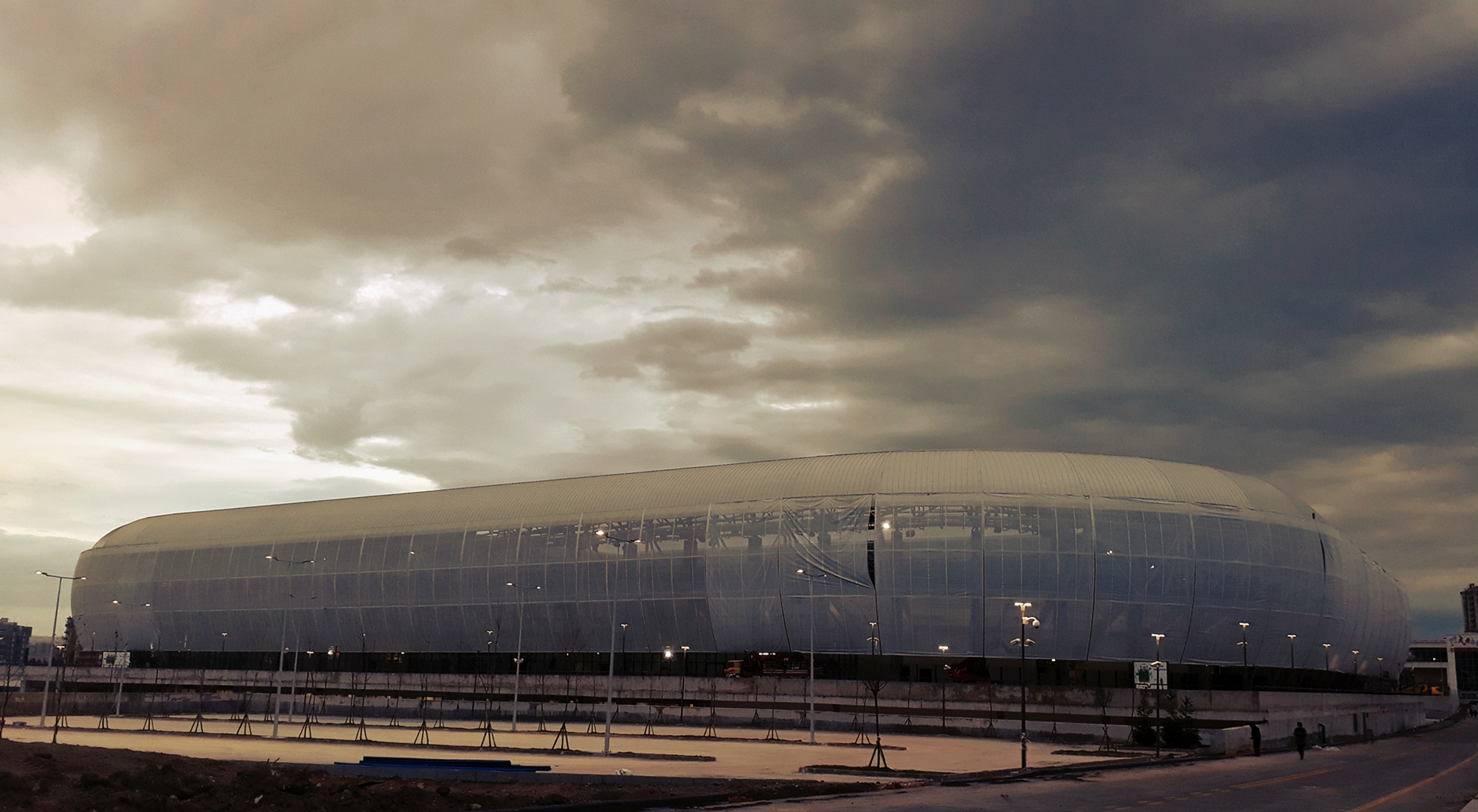
Estadio Eryaman

El Estadio Eryaman, con capacidad para 22 000 espectadores, está ubicado en el barrio homónimo de Ankara, y se inauguró en la temporada 2018-19. Comparten estadio con el Gençlerbirliği Spor.

## Datos del club
- Superliga : 52 temporadas

(1959-1968, 1969-1976, 1977-1978, 1981-2012, 2018-presente)
- 1. Liga : 7 temporadas

(1968-1969, 1976-1977, 1978-1981, 2012-2013, 2017-2018)
- Liga 2 : 4 temporadas

(2013-2017)

## Participación en competiciones de la UEFA

### Recopa de Europa de la UEFA
| Temporada | Ronda | Club         | Casa | Visita | Global |
| --------- | ----- | ------------ | ---- | ------ | ------ |
| 1972–73   | 1.ª   | Leeds United | 1–1  | 0–1    | 1–2    |
| 1973–74   | 1.ª   | Rangers      | 0–2  | 0–4    | 0–6    |
| 1981–82   | 1.ª   | SKA Rostov   | 0–2  | 0–3    | 0–5    |

### Copa de la UEFA Cup / Liga Europa de la UEFA
| Temporada | Ronda          | Club            | Casa | Visita | Global |
| --------- | -------------- | --------------- | ---- | ------ | ------ |
| 1999–00   | Clasificatoria | B36 Tórshavn    | 1–0  | 1–0    | 2–0    |
| 1999–00   | 1.ª            | Atlético Madrid | 1–0  | 0–3    | 1–3    |
| 2002–03   | 1.ª            | Alavés          | 1–2  | 0–3    | 1–5    |

### Récord europeo
| Torneo                        | J  | G | E | P | GF | GC | GD  |
| ----------------------------- | -- | - | - | - | -- | -- | --- |
| Cup Winners' Cup              | 6  | 0 | 1 | 5 | 1  | 13 | –12 |
| UEFA Cup / UEFA Europa League | 6  | 3 | 0 | 3 | 4  | 8  | –4  |
| Total                         | 12 | 3 | 1 | 8 | 5  | 21 | –16 |

## Uniforme
- Uniforme titular: Camiseta amarilla y azul, pantalón azul y medias azules.
- Uniforme alternativo: Camiseta amarilla, pantalón y medias amarillas.